# Noctua subsequa
Noctua subsequa är en fjärilsart som beskrevs av Eugen Johann Christoph Esper 1787. Noctua subsequa ingår i släktet Noctua och familjen nattflyn. Inga underarter finns listade i Catalogue of Life.